# Trg kralja Tomislava (Bjelovar)
Trg kralja Tomislava u Bjelovaru trg je i park u središtu grada Bjelovara. Nalazi se u jugozapadnom dijelu grada, 600 metara od središta grada.
Nalazi se uz autobusni i željeznički kolodvor. S kolodvora postoji mogućnost daljnjeg prijevoza taksijem s taksi stajališta uz kolodvor.
U krugu trga nalazi se parna lokomotiva serije JŽ 51-060 kao izložbeni primjerak.
U sklopu obilježavanja 1100. obljetnice Hrvatskoga Kraljevstva, na Trgu kralja Tomislava u Bjelovaru svečano je otkrivena bista kralja Tomislava 30. travnja 2025. godine. To je ostvareno na inicijativu Povijesne postrojbe Hrvatske vojske Bjelovarski graničari – Husari 1756. Autor biste je akademski kipar Anto Jurkić, a riječ je o replici biste iz dvorca u Ozlju, koju je izradio kipar Robert Frangeš Mihanović.

## Galerija
- Pogled na željeznički kolodvor 2011. godine i izložena parna lokomotiva.
- Lokomotiva na kolodvoru.
- Željeznički kolodvor Bjelovar
- Autobusni kolodvor Bjelovar